# Gal Nevo
Gal Nevo –en hebreo, גל נבו– (Hamadia, 29 de junio de 1987) es un deportista israelí que compitió en natación.
Ganó dos medallas en el Campeonato Europeo de Natación, plata en 2016 y bronce en 2010, y siete medallas en el Campeonato Europeo de Natación en Piscina Corta entre los años 2009 y 2015.

## Palmarés internacional
| Campeonato Europeo                  | Campeonato Europeo    | Campeonato Europeo | Campeonato Europeo |
| Año                                 | Lugar                 | Medalla            | Prueba             |
| ----------------------------------- | --------------------- | ------------------ | ------------------ |
| 2010                                | Budapest (Hungría)    | Medalla de bronce  | 400 m estilos      |
| 2016                                | Londres (Reino Unido) | Medalla de plata   | 200 m estilos      |
| Campeonato Europeo en Piscina Corta |                       |                    |                    |
| Año                                 | Lugar                 | Medalla            | Prueba             |
| 2009                                | Estambul (Turquía)    | Medalla de bronce  | 400 m estilos      |
| 2011                                | Szczecin (Polonia)    | Medalla de bronce  | 200 m estilos      |
| 2011                                | Szczecin (Polonia)    | Medalla de bronce  | 400 m estilos      |
| 2012                                | Chartres (Francia)    | Medalla de bronce  | 200 m estilos      |
| 2012                                | Chartres (Francia)    | Medalla de bronce  | 400 m estilos      |
| 2013                                | Herning (Dinamarca)   | Medalla de plata   | 400 m estilos      |
| 2015                                | Netanya (Israel)      | Medalla de bronce  | 400 m estilos      |